# Långa tjärnen, Västmanland
Långa tjärnen är en sjö i Hällefors kommun i Västmanland och ingår i Norrströms huvudavrinningsområde.